# Smuga (Białoruś)
Smuga (biał. Смуга, Smuha, ros. Смуга) – wieś na Białorusi w rejonie brzeskim obwodu brzeskiego w sielsowiecie Czarnawczyce.

## Geografia
Miejscowość położona na wschód od Motykał Wielkich nad jeziorem Smuga.

## Historia
Wieś duchowna położona była w końcu XVIII wieku w powiecie brzeskolitewskim województwa brzeskolitewskiego. 
W XIX w. Smuga znajdowała się w gminie Motykały ujezdu brzeskiego guberni grodzieńskiej. W okresie międzywojennym Smuga należała do gminy Motykały w powiecie brzeskim województwa poleskiego. Według spisu powszechnego z 1921 r. była to wieś licząca ogółem 19 domów. Mieszkało tu 91 osób: 48 mężczyzn, 43 kobiety. Wszyscy byli prawosławni. Prawie wszyscy mieszkańcy deklarowali narodowość białoruską, tylko jedna osoba - rusińską.
Po II wojnie światowej wieś znalazła się w granicach ZSRR, a od 1991 r. w niepodległej Białorusi.